# Aleksandr Tanéiev
Aleksandr Tanéiev   (Sant Petersburg, 17 de gener de 1850 - Sant Petersburg, 25 de gener de 1918) nom complet Aleksandr Serguéievitx Tanéiev, rus: Александр Сергеевич Танеев, fou un compositor rus.
Aleksandr Tanéiev no és gaire conegut fora de Rússia. El seu nom sovint es confon amb el del seu cosí llunyà, Serguei Tanéiev (1856-1915), ensems que la carrera de Dret, estudià música i fou deixeble de Nikolai Rimski-Kórsakov.
I després compartí el cultiu d'aquesta amb la tasca burocràtica, arribant a ser cap de la cancelleria del tsar.
Va compondre l'òpera La venjança de l'amor, dues simfonies, dos suites per a orquestra, una Réverie oer a violí i orquestra, quartets per a instruments d'arc, peces per a piano i altres instruments, melodies vocals, i cors a cappella i amb acompanyament d'orquestra.
Tanéiev era el pare d'Anna Vírubova, una dama de companyia i la millor amiga de la tsarina Alexandra. Vírubova fou més coneguda per la seva relació amb la família Romànov i per la seva tirada al starets Grigori Rasputin.
Es casà amb Nadejda Il·larionovna Tolstoi (1860-1937). Tingueren tres fills: Anna Vírubova (1884-1964), Serguei Aleksàndrovitx (1886-1968), i Aleksandra Aleksàndrovna (1888-1968), que es casà amb Aleksandr Érikovitx von Pistohlkors, fillastre del gran duc Pau Aleksàndrovitx de Rússia.